# Kilopondmeter
Kilopondmeter (kpm, även kgm för kilogram-meter förekommer), är en äldre enhet för vridmoment i det på 1800-talet inom mekanik vanligt förekommande standarden Système des Méchaniciens, där 1 kilopond belastar en hävstång av 1 meters längd. Numera används istället så gott som uteslutande SI-enheten newtonmeter, Nm.
1 kpm = 9,80665 Nm.
1 Nm = 0,10197 kpm.